# Der große Ziegfeld
Der große Ziegfeld (Originaltitel: The Great Ziegfeld) ist ein US-amerikanisches Filmmusical des Regisseurs Robert Z. Leonard aus dem Jahr 1936 und lehnt sich an das Leben des gleichnamigen Theater- und Filmproduzenten Florenz Ziegfeld junior und seiner beiden Ehefrauen Anna Held und Billie Burke an. Die Hauptrollen spielen William Powell, Myrna Loy sowie Luise Rainer. Der Film gewann den Oscar als Bester Film des Jahres.

## Handlung
Obwohl sie Konkurrenten sind, sind die beiden Revueshow-Produzenten Florenz Ziegfeld jr. und Jack Billings befreundet. Beide Shows benötigen Stars. Ziegfelds Auffassung einer guten Show basiert auf der Anziehungskraft starker Männer, während Billings auf Musik, Tanz und schöne Frauen schwört. Wegen Schaukampfmanipulation muss Ziegfeld nach London fliehen. Dorthin will auch Billings, um eine französische Sängerin unter Vertrag zu nehmen. Doch Ziegfeld schafft es nicht nur, dass die Sängerin bei ihm unterschreibt, sondern ihn zudem auch heiratet. Zurück am Broadway nimmt Ziegfeld sein nächstes Projekt in Arbeit: Keine Einzelstars, sondern das Ensemble, die Ziegfeld Follies, bestechend durch Kostüme und Ausstattung. Mit der Zeit wird immer klarer, dass Ziegfeld zwar ein Publikumskenner ist, er aber auch über seine Verhältnisse lebt und somit seine Produktionsfirma am Rande des Bankrotts schwebt.
Gleichzeitig schildert der Streifen das verwickelte Privatleben des Impresarios. Seine erste Ehe mit Anna Held scheitert an seiner mangelnden ehelichen Treue. Er lässt sich scheiden und heiratet in zweiter Ehe die bekannte Schauspielerin Billie Burke. Auch während der Ehe mit Burke hat Ziegfeld einige Affären, darunter mit der skrupellosen Audrey Dane. Am Ende ist Ziegfeld bankrott und sieht sein Lebenswerk in Trümmern.

## Hintergrund
Der Film basierte auf dem Leben des Broadwayproduzenten Florenz Ziegfeld jr., der für seine opulenten Revuen und Bühnenspektakel und seine Showtruppe der Ziegfeld Girls bekannt war. Unter seiner Ägide wurden unter anderem Fanny Brice, Ray Bolger und Harriet Hoctor bekannt. MGM einigte sich mit seiner Witwe Billie Burke über die Verfilmung einiger Aspekte aus dem Leben des Impresarios.
Die Hauptrolle übernahm der Schauspieler William Powell, der seit seinem Auftritt 1934 in Der dünne Mann zu den beliebtesten Darstellern in Hollywood aufgestiegen war. Für die Rolle seiner ersten Frau Anna Held wurde Luise Rainer gewonnen, die erst im Vorjahr an der Seite von Powell in Escapade ihr amerikanisches Debüt gegeben hatte. Das Studio lancierte sie als neue Garbo, und von den damaligen Kritikern wurde besonders ihre Darstellung in der Telefonszene gelobt, in der Anna von der Hochzeit ihres Ex-Mannes erfährt und ihm mit Tränen in den Augen alles Gute wünscht. Zur allgemeinen Überraschung gewann Rainer für ihren nur gut 20 Minuten dauernden Auftritt den Oscar als Beste Hauptdarstellerin. Myrna Loy, die bereits oft neben Powell gespielt hatte, übernahm die Rolle von Ziegfelds zweiter Frau Billie Burke. Der Film wurde mit viel Opulenz in Szene gesetzt. Bekannt wurde vor allem die Choreographie der Nummer A Pretty Girl is Like a Melody, die fast sieben Minuten dauert und Kosten im sechsstelligen Dollarbereich verursachte.
Der Film wurde 1936 in Österreich unter dem Titel Der König der Frauen gezeigt. In der BRD kam Der große Ziegfeld in einer 116 Minuten langen Fassung am 28. April 1950 in die Kinos.
Das Studio verwendete den Namen von Ziegfeld noch für zwei weitere Revuefilme: Ziegfeld Girl von 1941 mit Lana Turner, Hedy Lamarr und Judy Garland sowie Ziegfelds himmlische Träume (Ziegfeld Follies) aus dem Jahr 1946, in dem Powell den Impresario ein weiteres Mal verkörperte.

### Synchronisation
Die deutsche Synchronfassung entstand 1963 im MGM Synchronisations-Atelier, Berlin.
| Rolle                | Darsteller     | Synchronsprecher  |
| -------------------- | -------------- | ----------------- |
| Florenz Ziegfeld jr. | William Powell | Wolf Trutz        |
| Billie Burke         | Myrna Loy      | Erika Görner      |
| Jack Billings        | Frank Morgan   | ?                 |
| Sampson              | Reginald Owen  | Alfred Balthoff   |
| Sidney               | Ernest Cossart | Walter Werner     |
| als er selbst        | Ray Bolger     | Franz Otto Krüger |
| Der Große Sandow     | Nat Pendleton  | Franz Nicklisch   |

## Kinoauswertung
Mit Produktionskosten von US-Dollar 2.183.000 war Der große Ziegfield einer der bislang teuersten Filme von MGM. An der Kinokasse erwies sich der Film als außerordentlich populär: in den USA und Kanada beliefen sich die Einnahmen auf US-Dollar 3.083.000, zu denen weitere US-Dollar 1.544.000 von den ausländischen Märkten kam. Bei kumulierten Einnahmen von US-Dollar 4.673.000 konnte das Studio am Ende einen Gewinn von US-Dollar 822.000 verzeichnen.

## Kritiken
Zeitgenössische Kritiker lobten den Aufwand und die Liebe zum Detail. Das Lexikon des internationalen Films befand, das Filmmusical sei weniger ein dramaturgisch durchkonstruierter Film als ein Bilderbogen mit ausführlichen und aufwendigen Revue-Einlagen.

## Auszeichnungen
- 1937: Gewinn des Oscars in den Kategorien Bester Film, Beste Hauptdarstellerin und Beste Tanzregie (Seymour Felix) sowie noch vier weitere Nominierungen.
- 1936: New York Film Critics Circle Award in der Kategorie Beste Hauptdarstellerin für Luise Rainer